# セオリー (ファッションブランド)
セオリー (theory) は、1997年にアメリカ・ニューヨークで実業家のアンドリュー・ローゼンとデザイナーのエリー・タハリによって設立されたファッションブランド。日本では、株式会社ファーストリテイリング傘下の株式会社リンク・セオリー・ジャパンが展開する。

## 概説
日本では1998年からリンク・インターナショナル（初代）が輸入。
本家であるセオリー社は、2009年に経営悪化のため、リンク・インターナショナル（2代目・現リンク・セオリー・ジャパン）の完全親会社である株式会社リンク・セオリー・ホールディングス（初代リンク・インターナショナル）が傘下に収め、経営権を獲得した。その後、2009年7月に株式会社ファーストリテイリングがリンク・セオリー・ホールディングスを完全子会社化。翌2010年3月から6月にかけて事業再編を実施し、現在はファーストリテイリング傘下のブランドとなっている。
ファーストリテイリング代表取締役会長兼社長の柳井正が取締役会長を務め、リンク社の創業者で元筆頭株主の佐々木力（同名の大学教授とは別人）が代表取締役社長兼CEOを務めた。

## 特徴
コスチュームではなく着る人自身を主役にした服をテーマに、着心地の良さと美しいシルエットを追求している。スーツなども含め、ほぼすべての商品にストレッチ加工がしてある。

## ブランド
- theory
- theory MEN

## コンピレーションアルバム『theory × FreeTEMPO』
2007年4月18日、FreeTEMPO選曲・監修によるコンピレーションアルバム『theory × FreeTEMPO』がユニバーサルミュージックよりリリースされている。カタログ番号はUPCH-1542で現在は廃盤となっている。
選曲コンセプトは「ある1日」で、1日の流れを各々のハウスミュージック、そして選曲構成によって表現されており、FreeTEMPOのオリジナル作品であるインストゥルメンタル曲「theory」も収録されている。
| #  | 曲名                                                   | 歌唱・演奏                | 曲長 | 備考                                                            |
| -- | ------------------------------------------------------ | ------------------------- | ---- | --------------------------------------------------------------- |
| 1  | Imagery                                                | FreeTEMPO                 | 4:14 | FreeTEMPOのコレクションアルバム『Imagery』に収録                |
| 2  | Beautiful Days                                         | Fantastic Plastic Machine | 4:28 | Fantastic Plastic Machineのアルバム『beautiful.』に収録         |
| 3  | Flight feat. Monique Bingham                           | Studio Apartment          | 8:10 | Studio Apartmentの7枚目のシングル曲                             |
| 4  | Rainbow                                                | i-dep                     | 6:03 | i-depのアルバム『Smile exchange』に収録                         |
| 5  | Rollin' Feat. NOKKO                                    | JAFROSAX                  | 4:59 | JAFROSAXのシングル曲                                            |
| 6  | The Real Thing Feat. Monday Michiru meets Rasmus Faber | Soul Source Production    | 6:36 | Soul Source Productionのアルバム『He Knows His Place...』に収録 |
| 7  | LET LIFE LOOSE Feat. Lori Fine                         | DAISHI DANCE              | 7:24 | DAISHI DANCEのアルバム『the P.I.A.N.O. set』に収録              |
| 8  | BRIGHT LIKE LIGHT feat. LENA FUJII                     | DJ KAWASAKI               | 7:26 | DJ KAWASAKIのアルバム『BEAUTIFUL TOO』に収録                    |
| 9  | star baby Feat. Miyuki Hatakeyama                      | SUGIURUMN                 | 5:13 | SUGIURUMNの5枚目のシングル曲                                    |
| 10 | EVERYTHING NEEDS LOVE featuring BoA                    | Mondo Grosso              | 5:59 | Mondo Grossoの11枚目のシングル曲                                |
| 11 | Aurora                                                 | Chari Chari               | 9:30 | Chari Chariのアルバム『In Time』に収録                          |
| 12 | Sky High feat. blanc.                                  | FreeTEMPO                 | 4:34 | FreeTEMPOのオリジナルアルバム『The World Is Echoed』に収録      |
| 13 | theory                                                 | FreeTEMPO                 | 3:20 | このアルバムのみ収録のオリジナル曲                              |